# Allan Nyom
Allan-Roméo Nyom (Neuilly-sur-Seine, 10 mei 1988) is een Kameroens-Frans voetballer die doorgaans speelt als rechtsback. In juli 2025 verliet hij Getafe. Nyom maakte in 2011 zijn debuut in het Kameroens voetbalelftal.

## Clubcarrière
Nyom begon met voetballen bij AS Choisy-le-Roi. Vandaaruit werd hij opgenomen in de jeugdopleiding van AS Nancy. Hier speelde hij drie seizoenen in de beloften, voordat hij via een overstap naar Arles-Avignon in de Championnat National terechtkwam. In de zomer van 2009 vertrok Nyom naar Udinese, dat hem direct verhuurde aan satellietclub Granada. Bij die club werd hij een vaste waarde in het eerste elftal. Hij hielp de club zich op te werken van de Segunda División B tot de Primera División. In die competitie maakte de rechtsback zijn debuut op 27 augustus 2011, toen er met 0-1 verloren werd van buurman Real Betis. In mei 2013 verlengde Nyom zijn contract bij Udinese tot medio 2017, maar hij bleef op huurbasis uitkomen voor Granada.
Voor Udinese speelde hij uiteindelijk nooit. Nyom tekende in juli 2015 een contract tot medio 2019 bij Watford, dat net was gepromoveerd naar de Premier League. Na een jaar maakte de Kameroener de overstap naar West Bromwich Albion, waar hij zijn handtekening zette onder een verbintenis voor de duur van vier seizoenen. Na twee seizoenen degradeerde West Bromwich Albion uit de Premier League, waarna Nyom voor een jaar gehuurd werd door Leganés. Na deze verhuurperiode vertrok Nyom definitief bij West Bromwich Albion, toen hij voor twee seizoenen bij Getafe tekende. In januari 2022 keerde Nyom transfervrij terug bij Leganés. In maart 2023 werd zijn verbintenis opengebroken en met een jaar verlengd, tot medio 2024. Na afloop van dit contract zat hij een paar maanden zonder club voor hij terugkeerde bij Getafe.

## Clubstatistieken
| Seizoen | Club                 | Competitie           | Competitie | Competitie | Beker | Beker | Internationaal | Internationaal | Totaal | Totaal |
| Seizoen | Club                 | Competitie           | Wed.       | Dlp.       | Wed.  | Dlp.  | Wed.           | Dlp.           | Wed.   | Dlp.   |
| ------- | -------------------- | -------------------- | ---------- | ---------- | ----- | ----- | -------------- | -------------- | ------ | ------ |
| 2008/09 | Arles-Avignon        | Championnat National | 37         | 0          | 0     | 0     | —              | —              | 37     | 0      |
| 2009/10 | Granada              | Segunda División B   | 30         | 0          | 0     | 0     | —              | —              | 30     | 0      |
| 2010/11 | Granada              | Segunda División A   | 43         | 1          | 2     | 0     | —              | —              | 45     | 1      |
| 2011/12 | Granada              | Primera División     | 32         | 0          | 1     | 0     | —              | —              | 33     | 0      |
| 2012/13 | Granada              | Primera División     | 35         | 0          | 1     | 0     | —              | —              | 36     | 0      |
| 2013/14 | Granada              | Primera División     | 34         | 0          | 2     | 0     | —              | —              | 36     | 0      |
| 2014/15 | Granada              | Primera División     | 34         | 1          | 4     | 0     | —              | —              | 38     | 1      |
| 2015/16 | Watford              | Premier League       | 32         | 0          | 4     | 0     | —              | —              | 36     | 0      |
| 2016/17 | Watford              | Premier League       | 0          | 0          | 1     | 0     | —              | —              | 1      | 0      |
| 2016/17 | West Bromwich Albion | Premier League       | 32         | 0          | 0     | 0     | —              | —              | 32     | 0      |
| 2017/18 | West Bromwich Albion | Premier League       | 29         | 0          | 4     | 0     | —              | —              | 33     | 0      |
| 2018/19 | West Bromwich Albion | Championship         | 2          | 0          | 0     | 0     | —              | —              | 2      | 0      |
| 2018/19 | → Leganés            | Primera División     | 23         | 1          | 2     | 0     | —              | —              | 25     | 1      |
| 2019/20 | Getafe               | Primera División     | 34         | 2          | 1     | 0     | 9              | 0              | 44     | 2      |
| 2020/21 | Getafe               | Primera División     | 31         | 0          | 1     | 0     | —              | —              | 32     | 0      |
| 2021/22 | Getafe               | Primera División     | 5          | 0          | 2     | 0     | —              | —              | 7      | 0      |
| 2021/22 | Leganés              | Segunda División     | 16         | 1          | 0     | 0     | —              | —              | 16     | 1      |
| 2022/23 | Leganés              | Segunda División     | 36         | 1          | 1     | 0     | —              | —              | 37     | 1      |
| 2023/24 | Leganés              | Segunda División     | 30         | 0          | 2     | 1     | —              | —              | 32     | 1      |
| 2024/25 | Getafe               | Primera División     | 20         | 1          | 1     | 0     | —              | —              | 21     | 1      |
| Totaal  | Totaal               | Totaal               | 535        | 8          | 29    | 1     | 9              | 0              | 573    | 9      |

Bijgewerkt op 9 juli 2025.

## Interlandcarrière
Nyom debuteerde op 29 februari 2012 in het Kameroens voetbalelftal, in een met 0–1 gewonnen kwalificatiewedstrijd voor het Afrikaans kampioenschap voetbal in en tegen Guinee-Bissau. Hij behoorde twee jaar later tot de Kameroense ploeg op het WK 2014, zijn eerste eindtoernooi. Hierop kwam hij één keer in actie, in een met 1–4 verloren groepswedstrijd tegen Brazilië.

## Erelijst
| Segunda División B | 1 | 2009/10 |